# Huishoudschool De Branding
De Branding was een huishoudschool van 1949-1968. De school werd in Den Haag opgericht en verhuisde later naar Scheveningen.
Oorspronkelijk heette de school de 3de Christelijke Huishoudschool. De school begon in 1947 in een dependance van de 1ste Christelijke Huishoudschool in de De Ruyterstraat in Den Haag. Toen de school naar Scheveningen verhuisde, kreeg het de naam 3de Christelijke Huishoudschool. De meisjes hadden de hele dag een witte schort voor. Tijdens de naailessen werd soms de trouwjurk voor een van de leerlingen gemaakt. Tot in 1960 kon je er een diploma huisnaaister behalen.
In 1975 kreeg de school de naam Christelijke School voor LHNO en IHNO "De Branding". In 1979 verhuisde de school naar de Cornelis Jolstraat 117 en nog later naar de Vissershavenstraat in Scheveningen.
Hoewel de school een succes was, moest zij haar deuren in 1986 voorgoed sluiten. Er waren te veel andere vormen van onderwijs die met de huishoudschool concurreerden.